# Махмудов, Джейхун Камиль оглы
Джейхун Камиль оглы Махмудов (азерб. Ceyhun Kamil oğlu Mahmudov; род. 24 февраля 1992, Баку) — азербайджанский парапауэрлифтер, выступающий в весовой категории до 54 кг, обладатель Кубка мира 2023 года в личном и общем зачёте и серебряный призёр Кубка мира 2023 года в командном зачёте. Представлял Азербайджан на летних Паралимпийских играх 2024 года в Париже.

## Биография
Джейхун Махмудов родился 24 февраля 1992 года в Баку.
В апреле 2023 года на лицензионном Кубке мира в Тбилиси Джейхун Махмудов, выступая в весовой категории до 54 кг, выиграл золотую медаль в личной (с результатом 152 кг) и общей (с общим результатом 441 кг) категориях. В командных же соревнований на этом турнире азербайджанский коллектив, в составе которого помимо Джейхуна Махмудова были также Захра Дадашова и Парвин Мамедов, сумел завоевать серебро. Результаты выступления Махмудова на Кубке мира в Тбилиси дали ему право выступить на чемпионате мира этого года в Дубае.
В августе 2023 года на чемпионате мира в Дубае азербайджанский атлет с результатом 153 кг занял 11-е место в весовой категории до 54 кг.
В марте 2024 года на Кубке мира в Дубае Махмудов с результатом 156 кг занял четвёртое место в личном и шестое место в общем зачёте.
В июне 2024 года неудачно выступил на Кубке мира в Тбилиси, не сумев поднять заказанные им веса (165 и 167 кг).
20 июля 2024 года стало известно, что Джейхун Махмудов, будучи студентом 5-го учебного года факультета экономики и управления Ленкоранского государственного университета, завоевал лицензию на летние Паралимпийские игры 2024 в весовой категории до 54 кг.